# Правителство на Александър Стамболийски 2
Второто правителство на Александър Стамболийски е четиридесет и първо правителство на Царство България, назначено с Указ № 4 от 9 февруари 1923 г. на цар Борис III. Управлява страната до 9 юни 1923 г., след което е наследено от първото правителство на Александър Цанков.

## Политика

### Нова изборна победа
Непосредствено след образуването на новото правителство, между България и Сръбско-хърватско-словенското кралство е подписано т.нар. Нишко споразумение. Клаузите му са поредица от отстъпки пред западния ни съсед, някои от които граничат с национално предателство (българската държава официално се отказва от Македония и се ангажира да разгроми ВМРО). В отговор националноосвободителната организация на българите в Македония издава смъртни присъди на министри от кабинета на БЗНС. Нишкото споразумение и резултатите от проведените на 22 април същата година парламентарни избори (БЗНС получава 569 139 гласа – 52,7% от вота на всички избиратели и 212 мандата за Народното събрание (по мажоритарната система) обединяват окончателно опозицията и я убеждават, че единственият път към властта е военният преврат.
Убедителната победа главозамайва земеделските лидери, които не обръщат внимание на многобройните сигнали за подготвян преврат. Едва в дните непосредствено преди осъществяването му министърът на вътрешните работи Христо Стоянов докарва в София 5000 оранжевогвардейци. Ръководството на БЗНС твърдо вярва, че въоръжените селски отряди ще парират всеки опит на опозицията да се добере до властта.

### Държавен преврат и сваляне на правителството
Рано сутринта на 9 юни 1923 г. командваните от офицери членове на Военния съюз, юнкери и редовни армейски части установяват контрол в столицата и по-големите градове. Повечето земеделски министри са арестувани (Стамболийски по това време е в родното си село Славовица), а плахите опити на полицията да окаже отпор на военните завършват без успех. След няколкочасово колебание цар Борис III (за участието му в преврата няма категорични доказателства) подписва указ за назначаване на широко коалиционно правителство, образувано от представители на всички политически сили, без БКП (т.с.), която е противник на БЗНС.

## Съставяне
Кабинетът е оглавен от Александър Стамболийски и съставен от дейци на БЗНС, като листата от министри, публикувана на 12 март 1923 г. впоследствие търпи няколко промени.

### Кабинет
Сформира се от следните 8 министри:
| министерство                                | име | име                            | партия |
| ------------------------------------------- | --- | ------------------------------ | ------ |
| председател на Министерския съвет           |     | Александър Стамболийски        | БЗНС   |
| вътрешни работи и народно здраве            |     | Александър Оббов               | БЗНС   |
| външни работи и изповедания                 |     | Александър Стамболийски        | БЗНС   |
| търговия, промишленост и труда              |     | Александър Радолов             | БЗНС   |
| финанси                                     |     | Петър Янев (упр.)              | БЗНС   |
| война                                       |     | Александър Стамболийски (упр.) | БЗНС   |
| правосъдие                                  |     | Петър Янев                     | БЗНС   |
| железници, пощи и телеграфи                 |     | Цанко Бакалов (упр.)           | БЗНС   |
| земеделие и държавни имоти                  |     | Александър Оббов               | БЗНС   |
| обществени сгради, пътища и благоустройство |     | Цанко Бакалов (упр.)           | БЗНС   |
| народно просвещение                         |     | Стоян Омарчевски               | БЗНС   |

### Промени в кабинета

#### от 12 март 1923
| министерство                     | име | име                 | партия |
| -------------------------------- | --- | ------------------- | ------ |
| вътрешни работи и народно здраве |     | Христо Стоянов      | БЗНС   |
| война                            |     | Константин Муравиев | БЗНС   |

#### от 14 март 1923
| министерство                   | име | име                            | партия |
| ------------------------------ | --- | ------------------------------ | ------ |
| правосъдие                     |     | Спас Дупаринов                 | БЗНС   |
| железници, пощи и телеграфи    |     | Недялко Атанасов               | БЗНС   |
| финанси                        |     | Петър Янев                     | БЗНС   |
| търговия, промишленост и труда |     | Александър Стамболийски (упр.) | БЗНС   |

#### от 16 март 1923
| министерство                                | име | име          | партия |
| ------------------------------------------- | --- | ------------ | ------ |
| обществени сгради, пътища и благоустройство |     | Кирил Павлов | БЗНС   |

#### от 8 май 1923
| министерство                   | име | име              | партия |
| ------------------------------ | --- | ---------------- | ------ |
| търговия, промишленост и труда |     | Димитър Зографов | БЗНС   |